# Флаг Новомышастовского сельского поселения
Флаг муниципального образования Новомышастовское сельское поселение Красноармейского района Краснодарского края Российской Федерации — опознавательно-правовой знак, служащий официальным символом муниципального образования.
Флаг утверждён 20 декабря 2011 года и внесён в Государственный геральдический регистр Российской Федерации с присвоением регистрационного номера 7486.

## Описание
«Прямоугольное полотнище с отношением ширины к длине 2:3, воспроизводящее композицию герба Новомышастовского сельского поселения Красноармейского района в зелёном, малиновом, белом и жёлтом цветах».
Геральдическое описание герба гласит: «В зелёном поле с пурпурной главой положенные накрест золотой пучок из трёх пшеничных колосьев и серебряная метёлка риса, сопровождаемые вверху поверх поля и оконечности серебряным с распростёртыми крыльями голубем, держащим в лапах золотую казачью шашку в ножнах, положенную в пояс».

## Обоснование символики
Флаг языком символов и аллегорий отражает исторические, культурные и экономические особенности сельского поселения.
В 1792—1793 годах к кубанским плавням, заросшим непроходимыми камышами, у леса, занимавшего площадь в несколько тысяч десятин, теперь называемого «Красным», был переселён курень Мышастовский, один из 38 запорожских куреней переселенных на Кубань в составе Черноморского казачьего войска. Из-за неудачного выбора места в 1810 году жителям Мышастовского куреня было разрешено перебраться на реку Кочеты. На старом месте, на тракте Екатеринодар—Тамань была оставлена почтовая станция, которая продолжала называться Мышастовской. Для усиления границы в 1823 году по указу Черноморского войскового правительства было принято решение об усилении Мышастовского куреня и вблизи от него было основано новое куренное селение, которое официально с 9 июня 1827 года было названо Новомышастовским. Основателями его стали казаки из различных куреней, переселившихся на Кубань в 1792—1793 годах и переселенцы из Полтавской и Черниговской губерний.
Малиновый цвет (пурпур) является определяющим цветом запорожских (черноморских) казаков и символизирует цветущую землю, верность, скромность, набожность.
Изображение голубя аллегорически указывает на то, что история станицы началась с создания почтовой станции — голубь один из символов почтового сообщения. Голубь также символ миролюбия, дружбы и взаимопонимания.
Изображение метёлки риса аллегорически указывает на то, что именно на землях Новомышастовского сельского поселения была заложена первая в Краснодарском крае рисовая система.
Изображение пшеничных колосьев символизирует развитое сельское хозяйство, выращивание зерновых.
Изображение метёлок риса и пшеничных колосков указывает на то, что выращивание именно этих сельхозкультур является доминирующим на землях поселения.
Казачья шашка в ножнах символизирует воинскую доблесть и боевые заслуги новомышастовцев.
Зелёный цвет символизирует жизнь, надежду, здоровье, сельское хозяйство, красоту окружающей природы.